# Ytterträsket (Åsele socken, Lappland)
Ytterträsket är en sjö i Åsele kommun i Lappland och ingår i Lögdeälvens huvudavrinningsområde. Sjön har en area på 0,251 kvadratkilometer och ligger 474,2 meter över havet. Ytterträsket ligger i Lögdeälven Natura 2000-område. Sjön avvattnas av vattendraget Storbäcken.

## Delavrinningsområde
Ytterträsket ingår i det delavrinningsområde (714967-159881) som SMHI kallar för Utloppet av Ytterträsket. Medelhöjden är 535 meter över havet och ytan är 13,99 kvadratkilometer. Det finns inga avrinningsområden uppströms utan avrinningsområdet är högsta punkten. Storbäcken som avvattnar avrinningsområdet har biflödesordning 2, vilket innebär att vattnet flödar genom totalt 2 vattendrag innan det når havet efter 170 kilometer. Avrinningsområdet består mestadels av skog (86 procent) och sankmarker (11 procent). Avrinningsområdet har 0,25 kvadratkilometer vattenytor vilket ger det en sjöprocent på 1,8 procent.